# Kronwald
Kronwald (Kronfeld) – herb szlachecki.

Herb

## Opis herbu
W polu srebrnym - dwa czerwone kółka sześciozębate od ostróg, między które wchodzi pole trójkątne błękitne o łukowatych bokach, a w nim złota korona. W klejnocie kółko (jak na tarczy) między czterema piórami strusimi: czerwonym i białym z prawej strony, błękitnym i białym z lewej.

## Najwcześniejsze wzmianki
Nadany w 1795 w Galicji.

## Herbowni
Kronwald, Kronwaldzki,Korwin,Łuk,Łuszczycki,Łukasik